# Hudtwalckerstraße
Hudtwalckerstraße – stacja metra hamburskiego na linii U1. Stacja została otwarta 1 grudnia 1914. 

## Położenie
Budynek stacji z elementami piaskowca i czerwonych cegieł znajduje się na północno-wschodniej stronie skrzyżowania tytułowej Hudtwalckerstraße z Bebelallee i Sierichstraße. Składa się on z przedsionka i schodów, które prowadzą jedynym wyjściem na peron. Peron ma ponad 120 metrów długości i znajduje się na nasypie kolejowym. Południową część, która reprezentuje starszy styl,posiada zadaszenie nad peronem. Brak windy powoduje, że stacja nie jest przystosowana dla osób niepełnosprawnych.